# Suillus glandulosipes
Suillus glandulosipes — їстівний вид базидіомікотових грибів родини маслюкових (Suillaceae).

## Поширення
Росте у соснових лісах вздовж тихоокеанського узбережжя США та у Мічигані. У Каліфорнії вид відомий лише з північних прибережних регіонів. Утворює мікоризу із соснами Pinus muricata та Pinus attenuata.

## Опис
Плодове тіло ширше ніж довше. Шапинка від темно-коричневого, у діаметрі 6-12 см, плоска. Ніжка завдовжки 4-11 см, 1-2 см у діаметрі жовтуватого кольору з темними плямами.
М'якуш білий, з віком жовтіє. При реакції нашатирним спиртом набуває бузково-зеленувато-сірого кольору, при взаємодії KOH стає оливково-сірим, а FeSO4 — оливково-зеленим.
Спори розміром 5-9 × 3-4 мкм, еліпсоїдні, прозорі.